# Libor Zavislan
Libor Zavislan (11. září nebo 11. října? 1957 Bohumín – 25. října 2024 Kuřim) byl český divadelní herec. Známým se stal ztvárněním postavy Drbohlava v českém seriálu Četnické humoresky.

## Život
Narodil se 11. října 1957 v Bohumíně. Od dětství toužil stát se divadelním hercem, ale vyučil se automechanikem. V divadle začal pracovat jako kulisák a to v Divadle Zdeňka Nejedlého v Ostravě, dnes známého jako Národní divadlo moravskoslezské. Od roku 1983 byl členem souboru zpěvohry Národního divadla Brno. Účinkoval v operetách i muzikálech – byl Bonim v Čardášové princezně, Popielem v Polské krvi, Papacodou v Noci v Benátkách, Hogo Fogo v hudební komedii Limonádový Joe, Joe-Dafné v muzikálu Sugar (Někdo to rád horké) či Albín-Zaza v Kleci bláznů. Vystupoval v Divadle Zdeňka Nejedlého v Ostravě a v Divadle Petra Bezruče. V letech 2004 až 2009 působil jako sólista operetního souboru v plzeňském Divadle J. K. Tyla.
Známým se stal svým televizním ztvárněním postavy vesnického devianta Drbohlava v českém seriálu Četnické humoresky.
Zemřel náhle v Kuřimi 25. října 2024 ve věku 67 let.

## Televize
- Četnické humoresky (1997) – díl Směšný vrah